# Театр в Западной Европе
Театр в Западной Европе имеет долгую, славную историю.

## Театр в древности
Основная статья Театр в Древней Греции и Римский театр

## Средневековье
В Средние века церковь стала колыбелью нового театрального искусства: из церковных литургических песнопений мало-помалу развились духовные драмы, или мистерии. Вначале мистерии исполнялись лишь духовными лицами, церковными хорами мальчиков, монахами и послушниками; затем в них стали принимать участие и миряне. Позже исполнение мистерий перешло к определённым товариществам, братствам и обществам. Продолжали существовать и народные представления, которые исполнялись странствующими актёрами и их преемниками, менестрелями и инструментистами: игры первых имели в основном шуточный характер, игры последних были, по-видимому, преимущественно аллегорического свойства. Из первых образовались с течением времени фарсы, карнавальные игры (фастнахтшпиль) и шванки, а также entremeses и комедия дель арте, а из последних — моралите и пасторали. Моралите и пасторали, имевшие отчасти учёный, отчасти придворный характер, были особенно любимы при дворах и в домах знатных людей; фарсы и т. п. имели распространение среди простого народа и разыгрывались ремесленниками. Каждая из различных форм театральных представлений воспринимала составные части других.
Актёры корпораций и актёры-ремесленники уступили место профессиональным актёрам, соединявшим в своём лице все существовавшие в то время виды искусства (музыку, драму, танцы, фехтование, прыгание). Профессиональные актёры впервые появились в Англии, где театр уже в начале XVI века достиг блестящего и оригинального развития. Во второй половине XVI века представители этой свободной профессии — сначала всевозможные «игрецы», то есть музыканты, фокусники, весёлые потешники, а затем и настоящие актёры — начинают предпринимать поездки на континент, особенно в Данию, Голландию и Германию. В первой половине XVII столетия компании странствующих английских актёров являются повсюду — при дворах немецких князей, во всех имперских городах, в Бельгии, Моравии, Польше, быстро приобретая широкую популярность под именем «английско-нидерландских» или просто «нидерландских» компаний, так как в Среднюю Европу они направлялись обыкновенно через Голландию. Первоначально эти труппы состояли из одних англичан и давали свои представления на англ. языке. В английских представлениях привлекали зрителей, даже не понимавших языка, музыка, пение, танцы и шутовские выходки клоуна, являвшегося непременным участником спектаклей. С течением времени англичане выучивались по-немецки, да и состав английских трупп понемногу изменился: к ним присоединились актёры голландские и немецкие, так что явилась возможность совершенно оставить английский язык. Наконец, немецкие актёры взяли решительный перевес: бывали такие компании, в которых не было ни одного англичанина и которые всё-таки продолжали именоваться «английскими», потому что это название было в моде и указывало на определённый характер представлений. После Тридцатилетней войны английские комедианты мало-помалу сошли со сцены, но влияние их долго ещё чувствовалось в немецкой драматической литературе. Эти профессиональные сценические деятели принесли в Германию и надолго утвердили на немецкой сцене особенный репертуар, резко отличавшийся от немецкой школьной драмы как формою, так и содержанием пьес. Отвергая всякие правила «драматического сочинения», всякую нравоучительную тенденцию и не соблюдая никакого единства действия, англичане брали содержание своих пьес из священной и светской истории, из рыцарского романа и легенды, из народного предания, старой баллады, итальянской новеллы, английской хроники и т. д. и обрабатывали выбранный сюжет с полной свободою, заботясь только о возможно большем сценическом эффекте. Высшие формы светской драмы начали мало-помалу развиваться лишь под влиянием античной драмы. Лишь в Испании и Англии это развитие благодаря великим поэтам (Лопе де Вега и Шекспиру) получило истинно национальный характер и достигло в последней четверти XVI века и первой половине XVII века небывалого расцвета. В Италии и Франции национальная драма, преимущественно трагедия, совершенно подчинилась влиянию классической; одни лишь низшие формы народной комедии противостояли этому влиянию. Во время господства во Франции, а за нею и во всей Европе, псевдоклассического театра школа игры отличалась искусственною певучею декламацией, преувеличенным пафосом трагических речей, вычурною напыщенностью и рутинною условностью движений и жестов. Переворот в этой школе совершил знаменитый Тальма, придав игре больше естественности, дикции — больше простоты. Игра Тальмы, породив подражателей и последователей, создала школу трагической игры, следы которой сохраняются до известной степени и теперь в игре французских и немецких трагиков. На почве немецкой драматической поэзии XVIII века и французской мелодрамы народилась школа романтизма, одним из ярких представителей которой может считаться Фредерик Леметр. Наконец, с торжеством реального направления в театре, создаются и соответственные ему приёмы игры; образуется реальная школа, крупнейшими представителями которой являются Сальвини, Росси, Дузе.

## Театр Франции. «Комеди-Франсез»
Современная образцовая французская сцена — «Комеди-Франсез» — была учреждена Людовиком XIV в 1680 году; она образовалась из соединения трёх трупп: труппы Бургундского отеля, которая с 1607 года арендовала зал Братства Страстей; труппы Мольера, которая после его смерти (1673) вынуждена была удалиться из Пале-Рояль в театр Генего, и, наконец, труппы театра Маре; целью объединения было дать актёрам возможность всё большего совершенствования. Новому театру была предоставлена привилегия ставить трагедии и комедии и дана была ежегодная субсидия в 12000 франков; число актёров было точно определено; урегулировано управление театром. Из соединения репертуара Корнеля и Расина с репертуаром Мольера создалась, таким образом, французская классическая сцена. Актёры назывались рядовыми актёрами короля (фр. comédiens ordinaires du roi). В 1689 году труппа выстроила себе особый зал на улице Fossés Saint-Germain (впоследствии улица de l’Ancienne Comédie) и с тех пор стала называться театр «Комеди-Франсез»; в этом здании театр оставался до 1770 года. В первое время этот театр мог бороться с конкуренцией уличных представлений (марионеток, акробатов, площадных певцов) лишь с помощью полицейских мероприятий. Время с 1740 года по 1780 год было самым блестящим периодом в истории «Комеди-Франсез»: в это время на сцене господствовали драмы Вольтера и играл целый ряд превосходных артистов, как Грандвал, Лекен, Белькур, Превиль, Моле, Монвель, Бризар, Дюгазон, артистки Дюмениль, Клерон, Данжевиль, Конта и др. В 1770 году театр перемещён в Тюильри, а в 1782 году — во вновь выстроенный зал, где теперь помещается «Одеон»; в этом последнем здании происходило в 1784 году первое представление «Свадьбы Фигаро». Во время революции положение театра было печальное: вследствие постановки антиреспубликанских пьес Лайа как автор, так и артисты были заключены в тюрьму и лишь мало-помалу освобождены.
В 1803 году театр водворился на постоянное пребывание в Пале-Рояль, где в своё время играл Мольер, и остаётся там до настоящего времени. Правительственная субсидия театру была повышена до 100000 франков в год. Твёрдую организацию «Комеди-Франсез» получил по декрету Наполеона, подписанному 15 октября 1812 года в Москве; этот декрет был дополнен и изменён в 1859 году. Заведование театром принадлежит комитету из 6 членов, во главе которого стоит лицо, назначаемое правительством (с 1885 г. — Жюль Кларети); комитет не только заведует финансовыми делами театра и избирает сосьетеров (постоянных членов труппы, в противоположность пансионерам), но действует и в качестве театрально-литературного комитета, решая вопросы о принятии или отклонении предлагаемых пьес. Субсидия театру в настоящее время равняется 240000 франкам. Труппа французской комедии постоянно имела в своей среде наиболее выдающихся артистов (актрисы Жорж, Марс, Дорваль, Рашель, Сара Бернар, актёры Брессан, Лафонтен, Коклены старший и младший, Муне-Сюлли, Го). Доныне главнейшим преимуществом «Комеди-Франсез» является образцовый ансамбль, что в соединении с тщательной постановкой, неусыпным старанием и уважением к традициям доставляет театру блестящий успех в исполнении не только произведений великих французских классиков, но и драм и комедий (Скриба, Дюма-сына, Ожье и др.).
В 1813 году во Франции, не считая Париж, было 128 стационарных театров. В Лионе и Руане их было по два, в Брюсселе и Марселе — по три, а в процветающем Бордо — целых четыре. Здесь постоянно гастролировали парижские звёзды: Тальма, м-ль Мезре, Брюне, семейство Воланж. 
Своего рода подготовительною ступенью к «Комеди-Франсез» является театр «Одеон». Вообще, Франция поныне сохраняет первенствующее положение в области сценической игры. Объясняется это не только тем, что французы по самому свойству своего национального характера предрасположены к театральной деятельности. Сравнительно второстепенное значение имеет и школа, хотя среди лиц, предназначающих себя театру и стремящихся попасть в Парижскую консерваторию, весьма развито искусство чтения и декламации; прекрасная дикция является единственным неотъемлемым качеством всех французских актёров, которым они отчасти обязаны школьной подготовкой. Главным средством художественного воспитания будущих сценических деятелей является обилие прекрасных живых образцов на парижских сценах, тесная связь, соединяющая консерваторию с образцовою сценою Французской Комедии, и тщательное соблюдение традиций, оставленных современному поколению актёров его знаменитыми предшественниками.
Из Франции исходят и новые движения в области театра. В 1887 году в Париже возник под именем Свободного театра (фр. Théâtre libre) театральный кружок, задавшийся целью ставить пьесы, которые по тем или иным основаниям не могут попасть на сцены, следующие обычным традициям. Помимо пьес, затрагивавших щекотливые темы нравственного или социального характера, здесь ставились преимущественно символистические драмы. В первое время театр этот был доступен лишь для избранного общества. Роли выполнялись дилетантами; руководителем всего дела был Антуан, которого в 1895 году сменил Ла-Рошель.

## Театр в Великобритании
В Англии старинная национальная драма исчезла во время революции; вместо неё при Реставрации появилась классическая драма по французскому образцу, с итальянскими декорациями, оркестром и женщинами-актрисами, что в то время в театре являлось одной из новых приманок. Лишь благодаря Дэвиду Гаррику, а впоследствии Кемблю вновь появляется на сцене Шекспир, хотя и в изуродованном виде. Оба Кина, а в новейшее время Ирвинг и Бус (Booth) — последние главным образом в Америке — также являлись преимущественно истолкователями шекспировских пьес. Вообще современный английский театр не только утратил самостоятельность, но зачастую страдает отсутствием всякого смысла, не говоря уже о художественности. Его репертуар состоит в основном из переводов или переделок французских и немецких пьес и романов, нелепых мелодрам в историческом или сентиментальном духе и смешанных представлений с пением, танцами, пальбой и бенгальским освещением. Лучшие лондонские театры, как например «Lyceum-Theatre» Ирвинга, не стесняются обращать в феерию Гётевского «Фауста», разыгрываемого под аккомпанемент оркестра. Даже Шекспира его соотечественники переделывают и «улучшают» вставками музыки, балетов и шествий.

## Немецкий театр
Наиболее оживлённая борьба между реалистическим и идеалистическим способами изображения происходила с переменным успехом в Германии, где развитие драмы перешло в XV и XVI вв. почти исключительно в руки ремесленников. Удачно введённое Гансом Саксом направление уступило место школьным драмам, которым благоприятствовали гуманисты. Школьные драмы, получившие особенное развитие в Германии, назывались так потому, что предназначались главным образом для исполнения в школах и школьниками; они послужили довольно энергическим проводником гуманитарных и реформационных идей. В XVI в. постановка школьных драм в гимназиях и латинских школах становится обязательной (не мене одного раза в год), вследствие чего появляется целый ряд новых произведений и переработок этого рода драм; образцами для сочинителей служили главным образом следующие драмы нидерландцев: Вильгельма Гнафеуса — «Acolastus», Георга Макропедиуса — «Hekastus», Иоганнеса Сапидуса из Шлеттштадта — «Lazarus». С появлением Реформации школьная и народная драмы стали приближаться друг к другу. Чтобы влияние школьной драмы на народ оказывалось сильнее, её стали писать на немецком языке и переводить с латинского, а исполнителями выступали и взрослые граждане. Из писавших школьные драмы на латинском языке выделялись в Германии Сикст Бирк из Аугсбурга, написавший драму «Susanna», Томас Наогеорг (Кирхмайр), написавший «Pammachius», «Mercator» и «Hamanus», и Христофор Стиммелиус, написавший «Studentenkomödie». В конце XVI в. писали латинские школьные драмы шваб Никодемус Фришлин и нидерландец Каспар Шонеус. Из лиц, писавших на немецком языке школьные драмы, более известны Ролленгаген, Бартол. Крюгер, Мартин Ринккардт. Во второй половине XVI в. начинается исполнение школьных драм на латинском языке в иезуитских школах. Здесь к прежним, преимущественно риторическим элементам присоединяются и новые, заимствованные из итальянской пасторальной и оперной поэзии; иезуиты стали обращать внимание и на внешнюю обстановку представлений.
Начиная со времён Тридцатилетней войны, школьные драмы мало-помалу исчезают в Германии и заменяются представлениями трупп, приезжавших из Голландии и Англии. При их посредстве проник в Германию натурализм, смешанный с напыщенностью. Эти труппы являются зародышем немецкого театра; из них вышли первые немецкие профессиональные актёры. Главный контингент последних составляли студенты. Среди них выдавался магистр Фельтен, стоявший во главе товарищества актёров: в этом товариществе, впервые в Германии, участвовали женщины. Фельтену принадлежит заслуга лучшего перевода пьес Мольера, хотя он же одновременно представлял и арлекинады (гансвурстиады), импровизации и так назыв. Haupt- und Staatsaktionen. Эти последние составлялись для странствующих трупп в основном из иностранных драм или из романов; по общему правилу, они не печатались, а имелись лишь в списках; некоторые из них представляли законченное драматическое произведение, другие — лишь набросок драмы, третьи — нечто среднее между тем и другим, так что отдельные главные сцены были написаны в виде диалогов, а прочие сочинялись руководителем товарищества. Содержанием их в большинстве случаев служили фантастические похождения: серьёзное действие сплеталось с шуточными выходами гансвурста (арлекина) или прерывалось шуточными интермедиями. Название «Haupt- und Staatsaktionen» происходит от того, что в них выводились великие геройские дела и лица, выдающиеся своими подвигами или по своему званию. Соответственно содержанию эти пьесы ставились с возможным великолепием («staat» — в смысле «великолепие»). Некоторые из сохранившихся пьес этого рода напечатаны в недавнее время. Особого развития эти представления достигли в конце XVII в. Одновременно сказывалось значительное влияние литературной драмы, которая поддерживалась при дворах государей и распространялась французскими актёрами. Это вызвало в 20-х годах XVIII стол. театральную реформу Готтшеда-Нейбер. Действовало также иноземное английское влияние, которым обусловливалось обратное течение в сторону естественности.
Основателями истинно национального немецкого театра следует считать Аккермана, Экгофа, Шрёдера и в особенности Лессинга. Средоточиями немецкого театра в последней четверти XVIII в. являются Гамбург, где жили вышеназванные деятели, и Мангейм, где директором придворного театра состоял барон фон Дальберг и где начал свою карьеру Иффланд. В самом конце XVIII в. выдвигаются ещё Веймар и Берлин. В Веймаре возникла под влиянием Гёте, состоявшего директором тамошнего придворного театра, реакция против чрезмерного натурализма и в пользу художественности форм. Под именем «веймарской школы» подразумевается поэтому академически-идеалистическое направление сценического искусства; главными представителями этого направления во времена Гёте и непосредственно после него являются К. Унцельман, П. А. Вольф с женою, Граф, Генаст, Малькольми, Каролина Ягеман.
Противоположное направление — реалистическое — имело главную точку опоры в Берлинском королевском национальном театре, основанном в 1786 году труппою Деббелина и находившемся с 1796 года по 1814 год под руководством Иффланда, и в Венском Бургтеатре, который с 60-х гг. XVIII века становится центром успешной театральной деятельности. Это реалистическое направление содействовало, однако, тому, что отдельные особенно одарённые артисты выдвигались из общего состава во вред общему впечатлению. Уже Гёте признавал опасность виртоузности, представителем которой в его время был Иффланд, часто выступавший в ролях, его недостойных, чтобы возможно ярче выдвинуть свой талант. Из артистов Берлинского придворного театра, который с 1815 года называется «Königliches Schauspielbaus», выдаются артистки Деббелин, Унцельман, Беторт, Августа Крелингер и её дочери Берта и Клара Штих, Шарлотта ф. Гагн, комик Герн, Дависон, Л. Дессуар, Т. Лидтке.
Венский Бургтеатр возник в 1741 году; до 1752 г. там преобладала итальянская опера, с 1752 по 1772 гг. французская комедия и лишь с 1776 г. водворилась немецкая комедия. Директорами его были, между прочим, известные писатели Лаубе и Дингельштедт. Из артистов выдаются: Тони Адамбергер, Корн, Аншюц, Софи Шрёдер, Лёве, Ла Рош, Луиза Нейман, Бекман, Зонненталь, Фридерика Госман, А. Фёрстер, Левинский, Баумейстер и другие.
Придворный театр в Дрездене также являлся в 1840—1860-х годах видным центром драматической деятельности; здесь подвизались Карл и Эмиль Девриент, артистки К. Бауер, Байер-Бюрк, Зеебах, позднее — Порт, Детмер и артистка П. Ульрих. Характеристической особенностью современного театрального дела является система гастролёров; один артист значительно выделяется при этом из среды товарищей, но художественные интересы обыкновенно остаются на заднем плане и приносятся в жертву денежным, материальным соображениям. Вследствие конкуренции в этом направлении частных театров страдают и субсидируемые казною театры, которые вследствие постоянной смены артистов не могут заботиться о систематическом развитии сценического искусства. Этой задаче более других остаётся верным венский Бургтеатр, где преобладает естественность в игре. Попытки поднять театр в художественном отношении учреждением театральных академий, влиянием особых государственных чиновников и т. п. до сих пор не привели ни к каким практическим результатам. Реакцией против системы гастролёров явилась с начала 1870-х годов деятельность мейнингенского придворного театра; здесь стремились согласовать деятельность каждого артиста с содержанием всей пьесы и достигнуть строгой естественности во всей внешней постановке (костюмах, декорациях и т. п.); в последнем отношении мейнингенцы послужили образцом для всех сцен.
Под влиянием «Théatre libre» образовался в Берлине в 1889 году по инициативе Отто Брама литературно-артистический кружок «Свободная сцена», поставивший себе задачу «создать сцену, которая была бы свободна от театральной цензуры и чужда коммерческих расчётов». Не выставляя никакой определённой программы, кружок имел в виду содействовать появлению на сцене всего, что «жизненно, свободно и велико»; он отвергал только застывшие и потерявшие содержание формы, а также порождения расчёта и компромисса, В отличие от парижского Свободного театра берлинский кружок с самого начала ставил пьесы исключительно с помощью профессиональных артистов, но по цензурным условиям также был доступен только для членов кружка. Им, между прочим, впервые поставлены «Ткачи» Гауптмана. По образцу свободных театров в Париже и Берлине возникли аналогичные учреждения в Мюнхене (1891), Вене (в 1891 г., но вскоре закрылось), Копенгагене (в 1891 г.), Лондоне.

## XX век
Информация в данной статье приведена на конец XIX века